# ノクティルカ (藍坊主のアルバム)
『ノクティルカ』は、日本のバンド藍坊主の6枚目のアルバム。

## 解説
- ベストアルバム『the very best of aobozu』より約1年ぶりのアルバムであり、オリジナルアルバムとしては『ミズカネ』以来約2年2ヶ月ぶりとなる。
- 前作『ミズカネ』以降に発売された、「あさやけのうた」「すべては僕の中に、すべては心の中に」「星のすみか」は、『the very best of aobozu』には収録されたが、今作では未収録となっている。また、これまでの藍坊主のオリジナルアルバムにはカップリング曲が一曲は収録されていたが、今作には一曲も収録されていない。
- 初回限定盤には、『ミズカネ』発売以降に作られたミュージック・ビデオを収録したDVD付き。
- オリコン初登場9位を記録。前作『ミズカネ』を上回る自己最高位を記録した。

## 収録曲

### CD
1. 天国からの手紙(5:17)
作詞、作曲:藤森真一
2. イエロームーンチャイルド(3:37)
作詞、作曲:藤森真一
3. 生命のシンバル(4:51)
作詞:佐々木健太、作曲:藤森真一
13thシングル。
4. 花火計画(4:43)
作詞、作曲:佐々木健太
5. バク(3:39)
作詞、作曲:藤森真一
6. 夜はひらめく(5:28)
作詞:佐々木健太、作曲:佐々木健太、藤森真一
7. エフィラ(3:37)
作詞、作曲:佐々木健太
｢伝言」のカップリング曲「クラゲ」の続編的な曲。ボーカルは全体を通して上パートと下パートに分かれている。2015年現在、藍坊主での最高音域(hiE)が登場する楽曲（これまでは「空を作りたくなかった」(hiE♭)が最高音域だった）。
8. メテフィラ(3:52)
作詞、作曲:佐々木健太
前曲と同じく「クラゲ」の続編的な曲。一部の歌詞がエフィラと同じである。
9. ホタル(5:06)
作詞、作曲:佐々木健太
14thシングル。
10. 涙が滲む理由(6:12)
作詞、作曲:藤森真一
2011年の日本武道館ライブで先行披露された曲。収録曲が6分を超えるのは通算で4曲目となる。

### DVD(初回限定盤のみ)
1. あさやけのうた (Music video)
2. すべては僕の中に、すべては心の中に (Music video)
3. 星のすみか (Music video)
4. 生命のシンバル (Music video)
5. ホタル (Music video)